# (35441) Kyoko
(35441) Kyoko ist ein Asteroid des mittleren Hauptgürtels, der am 31. Januar 1998 vom japanischen Astronomen Makio Akiyama am Observatorium in Susono bei Mishima (IAU-Code 886) in der japanischen Präfektur Shizuoka entdeckt wurde.
Der Asteroid gehört zur Eunomia-Familie, einer nach (15) Eunomia benannten Gruppe, zu der vermutlich fünf Prozent der Asteroiden des Hauptgürtels gehören. Nach der SMASS-Klassifikation (Small Main-Belt Asteroid Spectroscopic Survey) wurde bei einer spektroskopischen Untersuchung von Gianluca Masi, Sergio Foglia und Richard P. Binzel bei (35441) Kyoko von einer hellen Oberfläche ausgegangen, es könnte sich also, grob gesehen, um einen S-Asteroiden handeln.
Die zeitlosen (nichtoskulierenden) Bahnelemente von (35441) Kyoko sind fast identisch mit denjenigen von zwei kleineren Asteroiden, wenn man von der Absoluten Helligkeit von 14,7 und 15,6 gegenüber 14,0 ausgeht: (110395) 2001 TO8 und (286836) 2002 NX38.
(35441) Kyoko wurde am 14. Juni 2003 nach der japanischen Schwimmerin Kyōko Iwasaki benannt, die bei den Olympischen Spielen 1992 in Barcelona im Alter von 14 Jahren im 200-Meter-Brustschwimmen Olympiasiegerin wurde.